# Bella gerunt alii, tu felix Austria nube
Bella gerunt alii, tu felix Austria nube oppure Bella gerant alii, tu felix Austria nube è una frase d'autore che viene tradizionalmente attribuita a Mattia Corvino, re d'Ungheria (1458-1490) e significa letteralmente: Le guerre le fanno (oppure, nella seconda versione, le facciano) gli altri, tu, Austria felice, sposati. Il testo si presenta nella forma di un esametro latino facente parte di un distico il cui secondo verso recita: "Nam quae Mars aliis, dat tibi diva Venus" (Infatti, ciò che agli altri dà Marte, a te lo dà la dea Venere). Il motto è stato utilizzato storicamente, soprattutto nella forma semplificata Felix Austria, per rappresentare la tendenza degli Asburgo ad utilizzare la politica matrimoniale come strumento per l'allargamento della loro potenza.

## Affermazione del dominio asburgico in Europa
L'epoca aurea della politica matrimoniale degli Asburgo ebbe inizio con Massimiliano I, a cui il padre, l'imperatore Federico III, diede in sposa, nel 1477, Maria di Borgogna, unica figlia di Carlo il Temerario ed erede quindi del ducato di Borgogna, i cui territori (in particolare i Paesi Bassi) furono quindi acquisiti ai dominî asburgici.
Vent'anni dopo, nel quadro di una doppia unione incrociata, il loro figlio maschio ed erede, Filippo il Bello e la figlia minore Margherita furono uniti in matrimonio rispettivamente: con Giovanna (poi chiamata la Pazza), figlia del re Ferdinando II di Aragona e della regina Isabella di Castiglia, e con l'erede al trono dei due "re cattolici", Giovanni di Trastámara. A seguito della morte prematura di quest'ultimo e anche della loro sorella maggiore Isabella, Giovanna si ritrovò erede dei dominî di entrambi i genitori e li portò quindi in dote agli Asburgo, che poterono così realizzare, sotto il loro scettro, l'unità della Spagna. Ad essa si aggiungevano le conquiste aragonesi in Italia (Napoli, Sicilia e Sardegna), e tutte le nuove terre che venivano via via scoperte nel nuovo mondo. L'unificazione di tutti i dominî, vecchi e nuovi, degli Asburgo si verificherà con il figlio maschio maggiore di Filippo il Bello e Giovanna la Pazza, Carlo, poi eletto Imperatore del Sacro Romano Impero con il nome di Carlo V.
I fratelli minori di Carlo, Maria e Ferdinando (che doveva a sua volta diventare imperatore con il nome di Ferdinando I), realizzarono a loro volta matrimoni incrociati con gli eredi del ramo magiaro/boemo degli Jagelloni, il re Luigi II d'Ungheria e Boemia e sua sorella Anna. Essendo il primo morto senza figli, ucciso dai Turchi nella battaglia di Mohács (1526), i troni di Boemia e Ungheria passarono al cognato Ferdinando, entrando così a far parte dei dominî asburgici.
Le altre tre figlie di Filippo il Bello e Giovanna la Pazza avevano fatto anch'esse matrimoni di tutto riguardo: la primogenita Eleonora sposò in prime nozze il re Manuele I del Portogallo, ed, in seconde, il re Francesco I di Francia; la terzogenita Isabella fa data in sposa, ancora bambina, al re Cristiano II di Danimarca; l'ultima nata, infine, Caterina fu unita al cugino, re Giovanni III del Portogallo, la cui sorella Isabella era stata presa in moglie direttamente da Carlo V. Se ciò non bastasse, i figli di Carlo, Filippo e Giovanna, e quelli di Caterina, Maria Emanuela e Giovanni Manuele, (che erano quindi primi cugini, per parte di entrambi i genitori, a loro volta già cugini tra loro), furono oggetto di un doppio matrimonio incrociato inteso a saldare ulteriormente i legami tra le dinastie d'Aviz e d'Asburgo. La conseguenza fu, nel 1580, la provvisoria annessione del Portogallo alla Spagna, che sarebbe durata sessant'anni, fino al 1640.
Tra il 1555 ed il 1556, comunque, uscendo di scena e risolvendo di ritirarsi in convento con le sorelle Eleonora e Maria, Carlo V decise spezzare in due il mostruoso impero riunito sotto il suo scettro, lasciando al figlio Filippo II i dominî borgognoni (quelli che gli venivano dalla nonna paterna Maria di Borgogna) e le corone di Spagna, Sicilia e delle Nuove Indie (che gli venivano invece per linea ereditaria materna). Filippo era anche, allora (e lo restò per breve periodo, dal 1554 al 1558), re d'Inghilterra, grazie al suo secondo matrimonio con la prima cugina del padre Maria Tudor, celebrato dopo la morte di parto della già citata prima moglie, Maria Emanuela d'Aviz. Gli aviti territori asburgici ereditati dal nonno Massimiliano, passarono invece da Carlo V al fratello Ferdinando I, insieme alla corona imperiale e ai regni di Boemia e Ungheria, i quali ultimi spettavano al secondo per diritto proprio.

## La politica matrimoniale di Maria Teresa

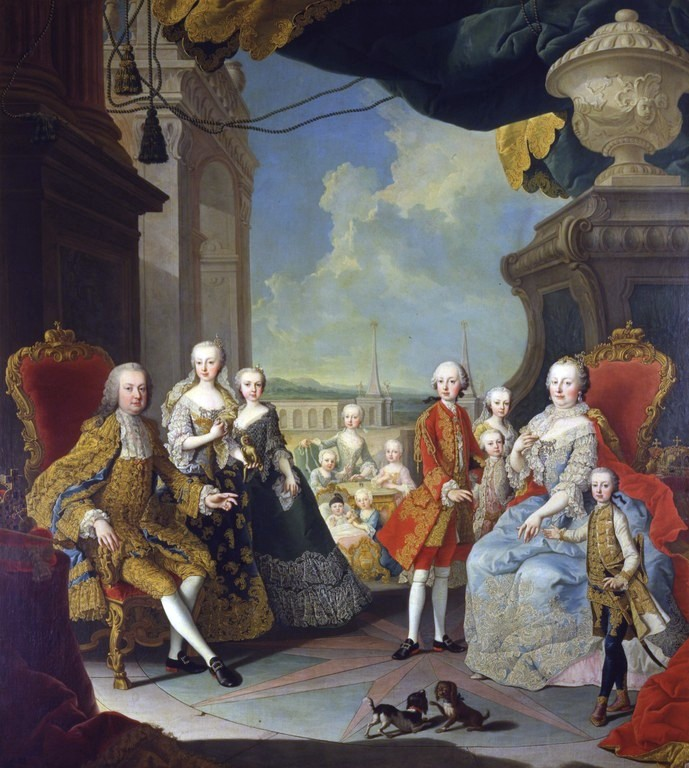
Martin van Meytens, La famiglia imperiale, olio su tela, 1754, Palazzo di Schönbrunn, Vienna

Nel XVIII secolo, la politica matrimoniale degli Asburgo fu ripresa in grande stile, ma con conseguenze meno durature, dall'imperatrice Maria Teresa, la quale non esitò ad utilizzare una buona parte dei propri figli sopravvissuti per sancire la propria scelta di appeasement nei confronti dei Borboni, nei vari rami in cui la famiglia francese si era venuta installando nelle corti dell'Europa occidentale.
L'erede al trono Giuseppe e l'arciduchessa Maria Amalia furono uniti in un doppio matrimonio incrociato con la principessa di Borbone-Parma Isabella, poi morta prematuramente, e con l'erede al trono ducale, il futuro Ferdinando I.
Il secondo dei figli maschi Pietro Leopoldo, destinato a diventare prima granduca di Toscana e poi imperatore, fu invece unito in matrimonio con l'infanta di Spagna Maria Luisa.
Dopo la morte per vaiolo della sorella maggiore Maria Giuseppina, all'arciduchessa Maria Carolina toccò invece in sgradito sposo l'erede al trono di Napoli e di Sicilia, Ferdinando, passato poi alla storia con l'epiteto di "re lazzarone", mentre infine la più giovane e famosa Maria Antonietta fu destinata al ramo originario dei Borbone, andando in sposa al futuro re di Francia, Luigi XVI.

## Bella gerant alii
Il motto accompagna l'arma dei Perrucca signori di Rocchetta di Dolceacqua dal 1732. L'arma dei Perrucca blasona: D'oro, alla torre di rosso merlata alla guelfa di quattro pezzi; col capo d'oro cucito, carico di un'aquila di nero.